# Campobello di Licata
Campobello di Licata ist eine Stadt im Freien Gemeindekonsortium Agrigent in der Region Sizilien in Italien.

## Lage und Daten
Campobello di Licata liegt 46 km östlich von Agrigent und hat 9018 Einwohner (Stand 31. Dezember 2023), die hauptsächlich in der Landwirtschaft und in umliegenden Steinbrüchen arbeiten.
Der Ort teilt sich den Bahnhof Campobello-Ravanusa mit dem Ort Ravanusa. Der Bahnhof liegt an der Bahnstrecke Canicattì–Syrakus.
Die Nachbargemeinden sind Licata, Naro und Ravanusa.

## Geschichte
Der Ort wurde von Raimondo Ramondetta im Jahre 1681 gegründet.

## Sehenswürdigkeiten
- Pfarrkirche,  erbaut 1681
- Kirche Gesu e Maria, älter als der Ort, diente vor Gründung des Ortes den Feldarbeitern als Kirche

## Persönlichkeiten
- Salvatore Muratore (* 1946), römisch-katholischer Geistlicher, Bischof von Nicosia 2009–2022